# Ombordläggning
Ombordläggning innebär en mindre sammanstötning mellan fartyg och båtar till sjöss, varvid skadorna inte är värre än att inblandade parter kan fortsätta för egen maskin. Ombordläggning under kappsegling leder till protest från den part som anser sig oskyldig. Eventuella skador på person eller last kan få juridiska konsekvenser.